# Naranga ferruginea
Naranga ferruginea là một loài bướm đêm trong họ Noctuidae.